# Louis Faure

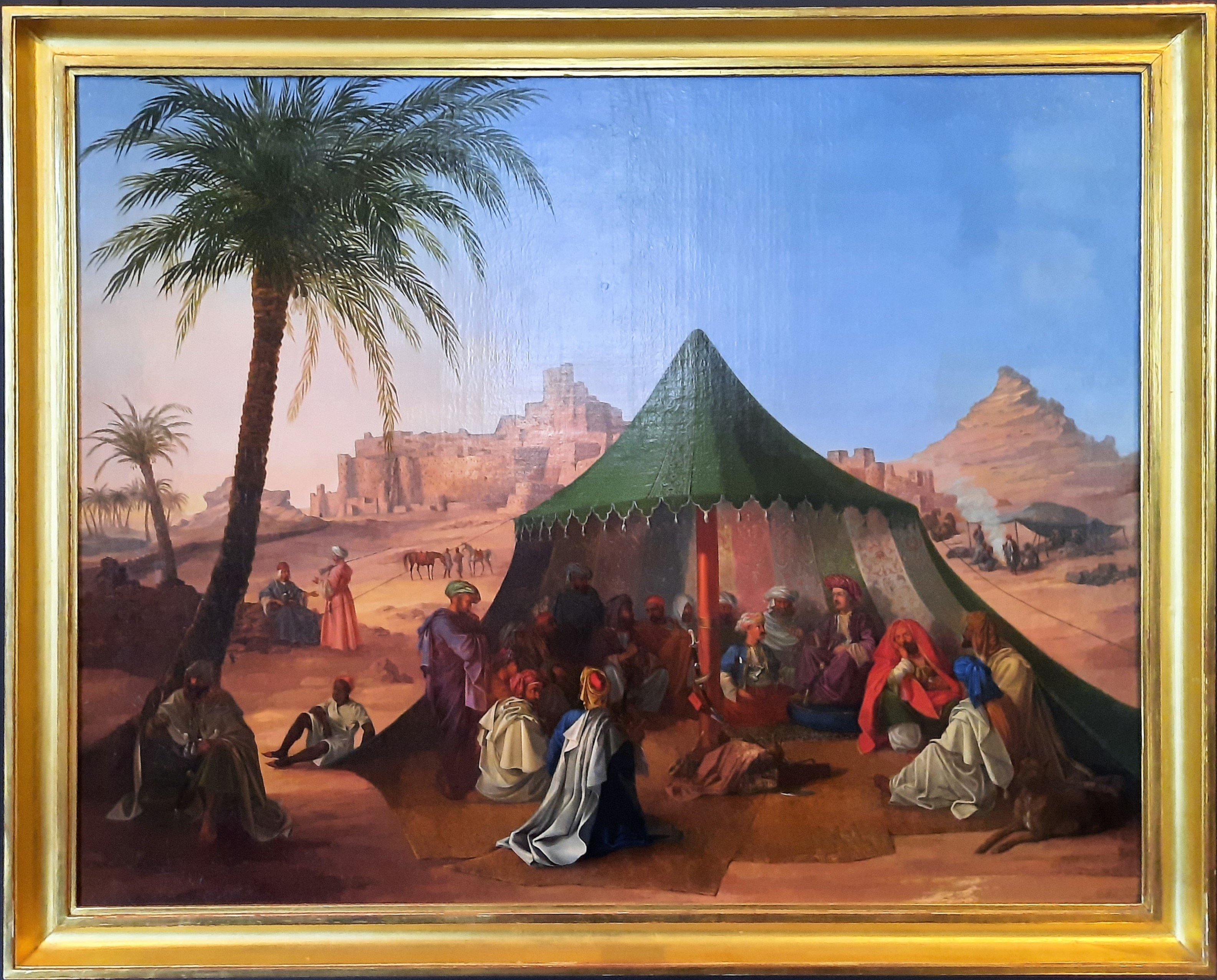
Generalleutnant Minutolli 1820 in der Oase Siwah Gemälde von Louis Faure um 1823

Jean-Victor Louis Faure (* um 1785 oder um 1796 in Berlin; † 22. Dezember 1879 in Paris) war ein Landschaftsmaler und Lithograph.

## Leben
Über das Leben des in Berlin geborenen Sohns französischer Eltern ist nur wenig bekannt.
Gesichert ist, dass sich Louis Faure um 1812 in Paris aufhielt und dort Schüler im Atelier von Jean-Victor Bertin war. Ab 1814 wurden dort auch mehrere druckgraphische Werke von ihm veröffentlicht. In den Jahren zwischen 1814 und 1834 nahm Faure auch am Pariser Salon teil.
1822 kehrte er zunächst nach Berlin zurück. Aber bereits zwei Jahre später, 1824, siedelte er dann endgültig nach Frankreich über und begann eine Tätigkeit als Lithograph und Lehrer in Paris.

## Werke
In Paris entstandene künstlerische Werke:
- Collection complète de toutes les espèces d’arbres nécessaires pour le paysage, 1814, vier gedruckte Tafeln
- Paysage représentant des arcades, um 1817, Verbleib unbekannt
- Pasage répresentant une Cascade tombant d’un rocher, um 1817, Verbleib unbekannt
- Paysage au clocher, 1817, Druck bei Lasteyrie
- Vue du tombeau de Méhul au Père Lachaise, um 1821, Druck bei Bernard
- Vue du tombeau de Grétry au Père Lachaise, um 1821, Druck bei Bernard